# Вальтер Броєр
Вальтер Броєр (нім. Walter Braeuer; 2 листопада 1880, Грісманнсдорф — 6 січня 1955, Бад-Гарцбург) — німецький офіцер, генерал-штабс-інтендант крігсмаріне (1 серпня 1943). Кавалер Німецького хреста в сріблі.

## Біографія
З 10 квітня 1904 по 8 липня 1909 року працював адвокатом. З 1 жовтня 1904 по 20 вересня 1905 року служив в армії. 1 жовтня 1910 року вступив у інтендантуру. Учасник Першої світової війни. Після демобілізації армії залишений в рейхсвері. 27 квітня 1922 року перейшов у морську інтендантуру. 31 січня 1939 року вийшов у відставку.
21 березня 1942 року повернувся на службу і призначений у Інформаційний відділ ОКМ, в якому служив до 7 квітня 1942 року. З 9 квітня 1942 по 18 червня 1944 року — шеф-інтендант німецької військової місії в Румунії. З 17 серпня 1944 року перебував на лікування в Потсдамі. 8 лютого 1945 року переданий в розпорядження ОКВ, потім — вищого командування ВМФ на Північному морі. 8 травня звільнений у відставку.

## Нагороди
- Залізний хрест 2-го і 1-го класу
- Почесний хрест ветерана війни з мечами
- Медаль «За вислугу років у Вермахті» 4-го, 3-го, 2-го і 1-го класу (25 років)
- Хрест Воєнних заслуг 2-го і 1-го класу з мечами
- Орден Корони Румунії, великий офіцерський хрест з мечами
- Німецький хрест в сріблі (12 жовтня 1944)